# St.-Annen-Hospital (Quedlinburg)

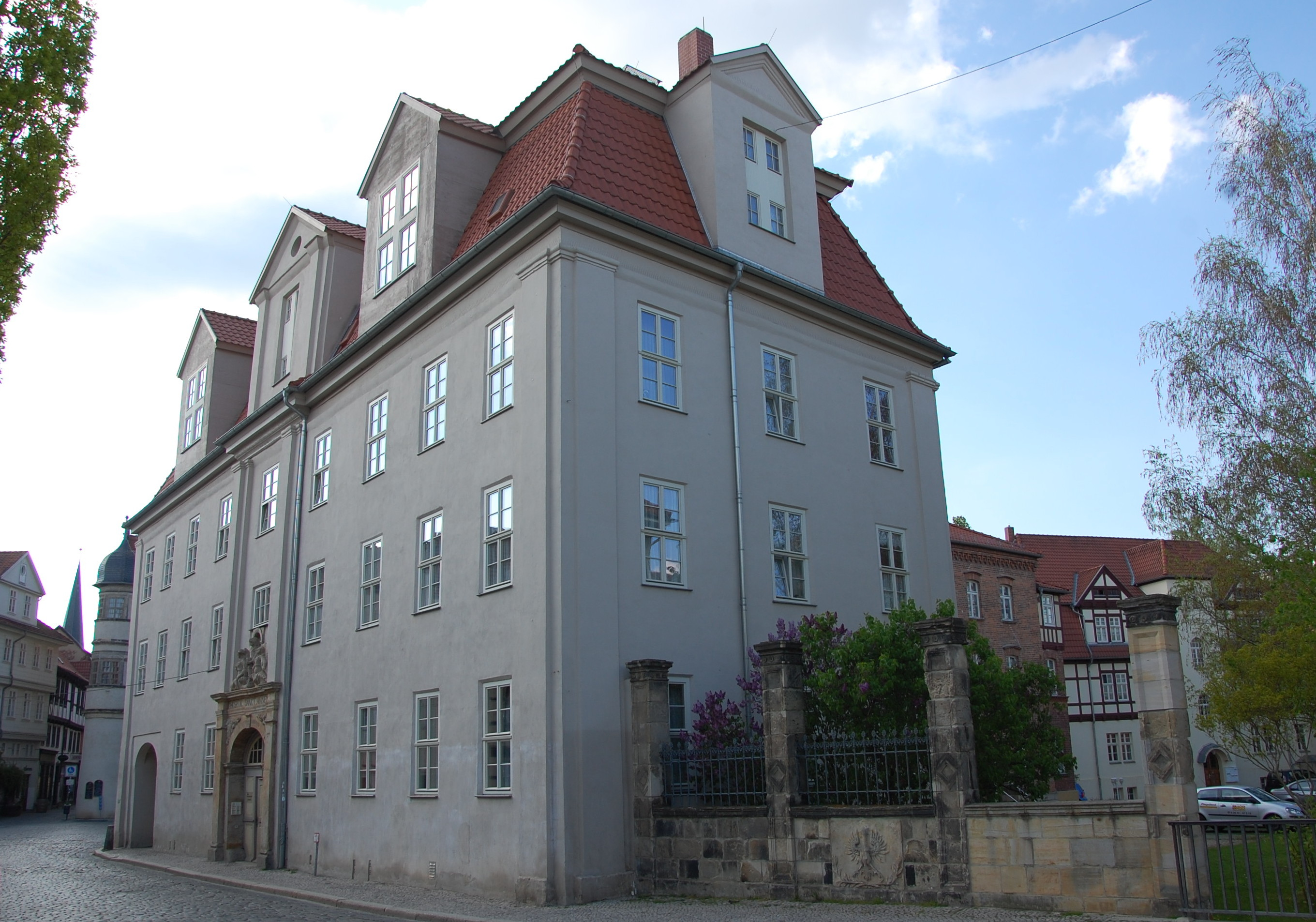
Vorderhaus am Steinweg

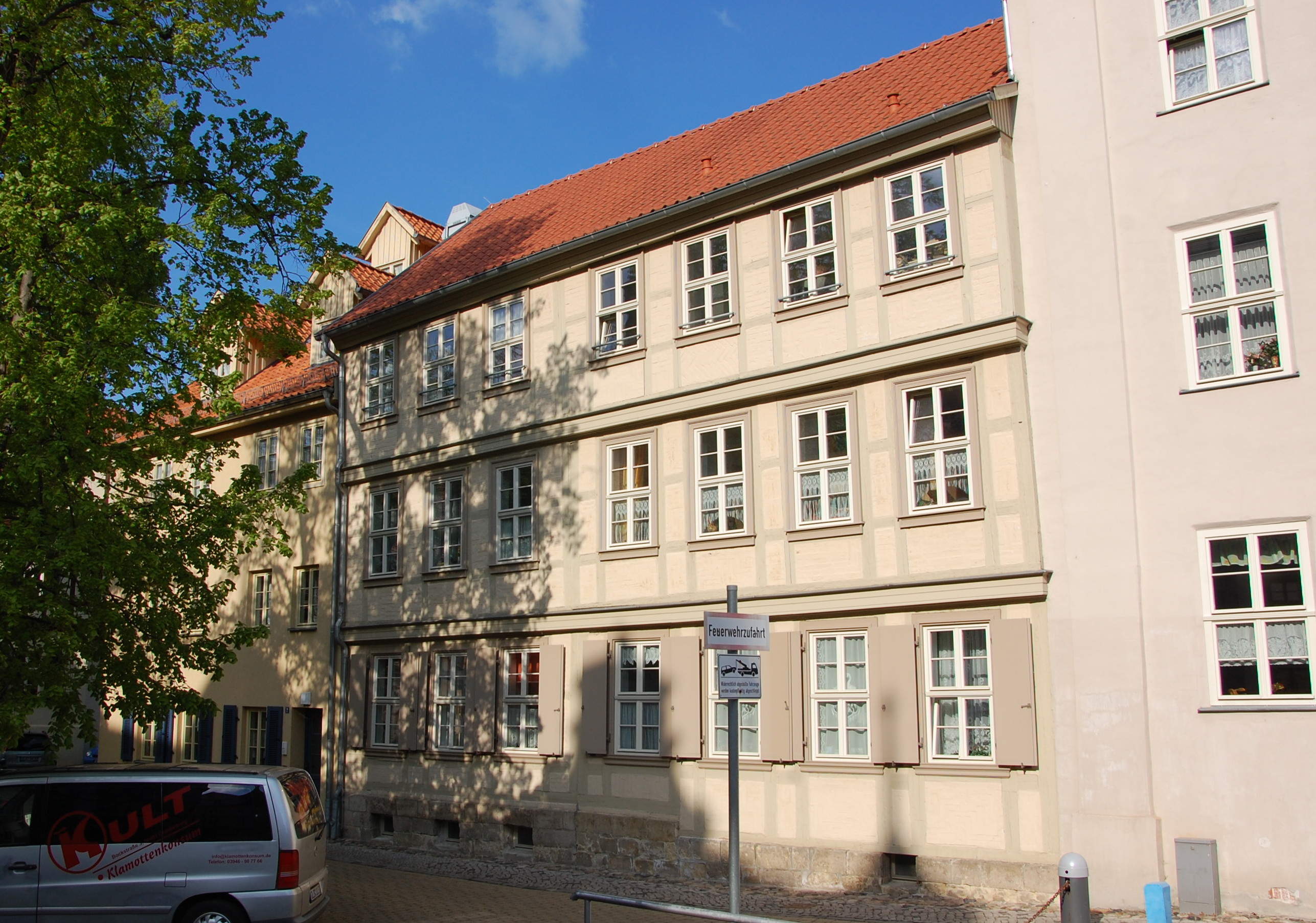
Seitenflügel entlang des Mühlgrabens

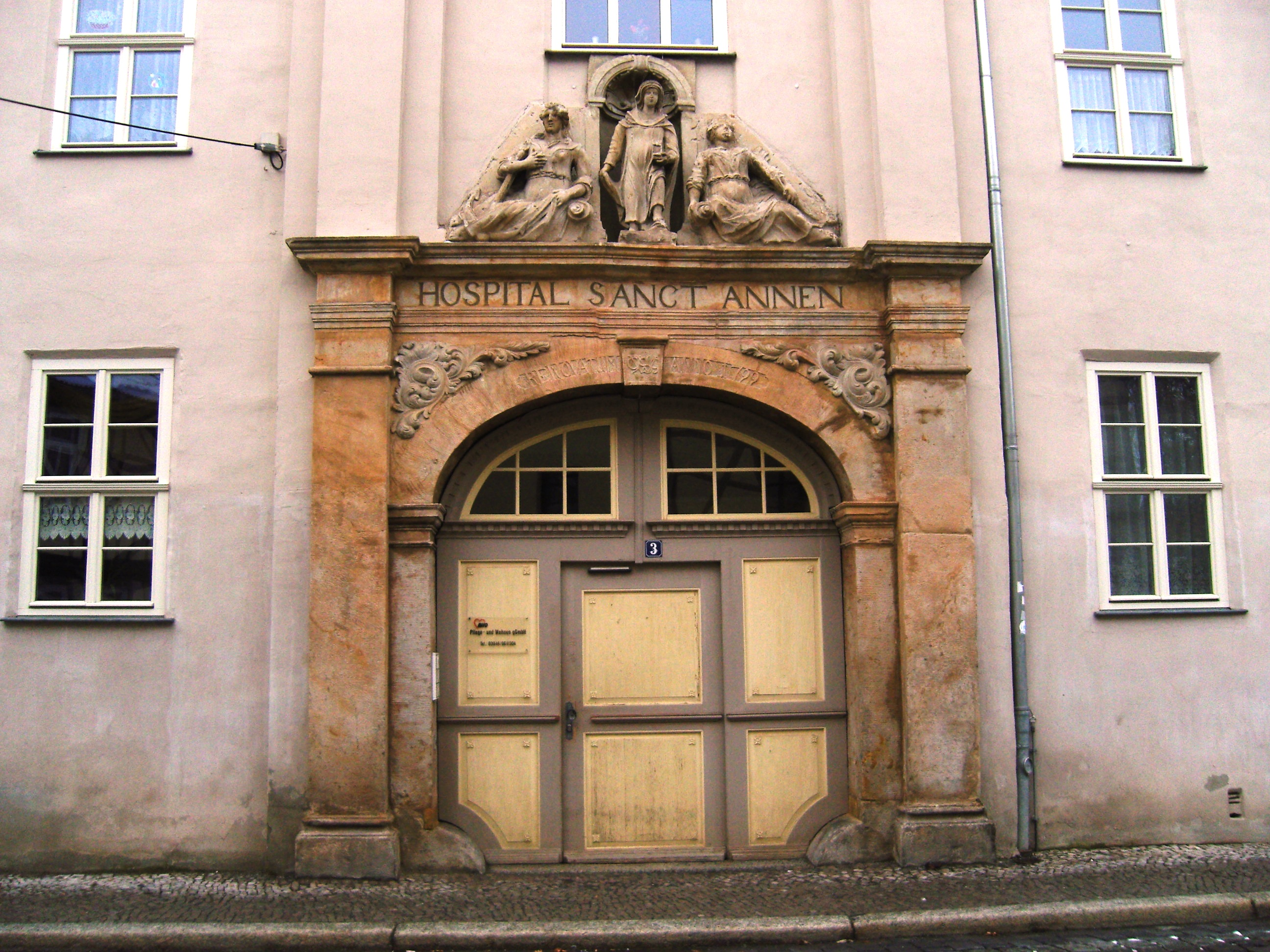
Portal

Das St.-Annen-Hospital ist ein denkmalgeschützter Gebäudekomplex in der Stadt Quedlinburg in Sachsen-Anhalt.

## Lage
Das im Quedlinburger Denkmalverzeichnis als Hospital eingetragene Gebäude befindet sich westlich der historischen Quedlinburger Neustadt und östlich der Altstadt am Ufer des Mühlgrabens. Es steht in einer Ecksituation an der Adresse Zwischen den Städten 2, 3 zum südlich verlaufenden Steinweg und gehört zum UNESCO-Weltkulturerbe.

## Architektur und Geschichte
Seit 1433 ist an dem Standort das Bestehen eines Armen- und Siechenhauses belegt. Zuvor befand sich das Hospital auf dem Gelände des Grundstückes Weingarten 1 im westlichen Teil der Quedlinburger Altstadt. Der heutige verputzte Bau ist auf das Jahr 1799 datiert und im Stil des Spätbarock gestaltet. In seiner Erscheinung erinnert es an ein Palais. Bedeckt ist das Gebäude von einem Mansarddach auf das mittig Zwerchhäuser aufgesetzt sind. Nach Süden zum Steinweg hin besteht ein repräsentatives Portal mit einem Figurenaufsatz. Das Erdgeschoss ist in massiver Bauweise errichtet.
Nach Nordwesten schließt sich ein großer dreigeschossiger, in Fachwerkbauweise errichteter Flügel an. Das Fachwerk des im 19. Jahrhundert gebauten Gebäudes weist einen Ständerrhythmus auf. Nördlich hieran grenzt ein weiteres verputztes Fachwerkhaus, dessen Fassade durch profilierte Fensterrahmungen geprägt wird. Ursprünglich gehörte auch das noch weiter nördlich stehende, 1908 errichtete Haus Zwischen den Städten 1 zum St.-Annen-Hospital.
Im Umfeld des Komplexes befinden sich Reste einer aus Sandstein gemauerten Grundstückseinfriedung.